# Kingos Psalmebog 1699
Kingos Psalmebog 1699 utgiven i Danmark av biskop Thomas Kingo. Den innehåller psalmer som ännu används i 1900-talets svenska, norska och danska psalmböcker. Kingo lät dela ut den gratis till fattiga barn i köpstäderna.
Kingo hade redan 1689 ställt samman Danmarks og Norges Kirkers forordnede Psalme-bog. Den hade godkänts för tryckning den 25 januari 1690, men blev redan en månad senare utsatt för kassering och förbud att spridas, vilket åsamkade Kingo en stor vanära vid sidan av de ekonomiska förlusten. Psalme-bogen innehöll 267 psalmer, varav 136 författade av Kingo, och täckte vinterhalvårets, Vinter-Partens behov av sånger under kyrkoåret från advent till påsk. Grunden för tillbakadragandet motiverades inte och någon "sommer-part" utgavs inte även om den troligen var långt gången i Kingos planering. Det troliga motivet till tvånget att kassera de redan tryckta och inbundna psalmböckerna är intriger vid kungens hov. När dessa ett par veckor senare var avslöjade utsågs Kingo till justitieråd den 4 mars. För återhämtning av vad han förlorat i ära och pengar fick det anstå 10 år, till 1699, med utgivning av en ny psalmbok och då med endast 86 psalmer av Kingo själv. Under detta decennium hade biskop Jesper Svedberg i Skara utsatts för samma behandling, genom att på egen bekostnad och med kungligt privilegium 1694 ge ut en psalmbok med svenska psalmer, men med motiveringar till varför 10 000 tryckta psalmböcker tvunget skulle omarbetas och ge övriga svenska biskopar rätt till intäkterna av 1695 års psalmbok. Svedberg skänkte, som Kingo, de redan tryckta psalmböckerna till behövande. Svedberg sände sina till svenska församlingar i Amerika medan Kingo skänkte sina färdiga psalmböcker till medellösa barn i Köpenhamn. I Den Forordnede Ny Kirke-Psalme-Bog 1699 var Kingo den största bidragsgivaren och allmänt kallas den för Kingos Salme-Bog, 1699, på samma vis som 1695 års psalmbok i Sverige allmänt kallas Svedbergs. Kingos psalmbok införlivades med den danska gudstjänst- och församlingssången, på ett tydligt och inspirerande sätt fortfarande på 2000-talet präglar den danska psalmsången.